# Eichmühle (Ipsheim)
Eichmühle (fränkisch: Aachmühl) ist ein Wohnplatz des Marktes Ipsheim im Landkreis Neustadt an der Aisch-Bad Windsheim (Mittelfranken, Bayern). Mittlerweile ist sie in der Schulstraße des Gemeindeteils Ipsheim aufgegangen.

## Geographie
Die ehemalige Einöde liegt an der Aisch. Sie besteht aus einem Wohngebäude und einem Dutzend Nebengebäuden. Im Süden grenzt das Flurgebiet Wennerboden an. 0,75 km westlich erhebt sich der Hasenbuck (329 m ü. NHN). Eine Ortsstraße (Schulstraße) führt zur Bundesstraße 470 (0,7 km östlich).

## Geschichte
Der Ort wurde im Würzburger Lehenbuch, das im Zeitraum von 1335 bis 1345 entstand, als „capelle dicte zů den Eichen“ erstmals urkundlich erwähnt. Im Jahre 1342 wurde auch die „Muͤl ze den Eychen“ erwähnt. Im Jahre 1760 wurde sie erstmals als „Aichmühl“ erwähnt. Namensgebend waren wohl markante Eichenbäume.
Gegen Ende des 18. Jahrhunderts gehörte die Eichmühle zur Realgemeinde Ipsheim. Die Mühle hatte das brandenburg-bayreuthische Kastenamt Ipsheim als Grundherrn. Unter der preußischen Verwaltung (1792–1806) des Fürstentums Bayreuth erhielt die Eichmühle die Hausnummer 13 des Ortes Ipsheim.
Von 1797 bis 1810 unterstand der Ort dem Justizamt Külsheim und Kammeramt Ipsheim. Im Rahmen des Gemeindeedikts wurde Eichmühle dem 1811 gebildeten Steuerdistrikt Ipsheim und der 1817 gebildeten Ruralgemeinde Ipsheim zugeordnet.
In der Nacht vom 6. auf den 7. April 1909 brannten die Mühle und das Wohnhaus ab. Sie wurden im selben Jahr wieder aufgebaut. Die Mühle wird seit über 100 Jahren zur Betreibung eines Sägewerks genutzt.

## Einwohnerentwicklung
| Jahr      | 001818 | 001836 | 001840 | 001861 | 001871 | 001885 |
| Einwohner | 9      | 7      | 7      | 9      | 6      | 6      |
| Häuser    | 1      | 1      | 1      |        |        | 1      |
| Quelle    | [ 8 ]  | [ 9 ]  | [ 10 ] | [ 11 ] | [ 12 ] | [ 13 ] |

## Religion
Der Ort ist seit der Reformation evangelisch-lutherisch geprägt und bis heute nach St. Johannes der Täufer (Ipsheim) gepfarrt. Die Katholiken sind nach St. Bonifaz (Bad Windsheim) gepfarrt.